# Dengjiapu
Dengjiapu är en ort i Kina. Den ligger i provinsen Hunan, i den södra delen av landet, omkring 250 kilometer sydväst om provinshuvudstaden Changsha. Antalet invånare är 2 750.
Runt Dengjiapu är det ganska tätbefolkat, med 207 invånare per kvadratkilometer. Närmaste större samhälle är Sangesi, 18,4 km norr om Dengjiapu. I omgivningarna runt Dengjiapu växer huvudsakligen savannskog.
Genomsnittlig årsnederbörd är 1 628 millimeter. Den regnigaste månaden är maj, med i genomsnitt 228 mm nederbörd, och den torraste är oktober, med 62 mm nederbörd.